# لاریسا شپیتکو
لاریسیا افیموفنا شپیتکو (روسی: Лари́са Ефи́мовна Шепи́тько؛ ۶ ژانویهٔ ۱۹۳۸ – ۲ ژوئن ۱۹۷۹) یک کارگردان فیلم و فیلم‌نامه‌نویس اهل اتحاد جماهیر شوروی سوسیالیستی بود. وی بین سال‌های ۱۹۵۶ تا ۱۹۷۹ میلادی فعالیت می‌کرد.

## زندگی‌نامه
لاریسیا شپیتکو در دوم ژوئیه ۱۹۳۹ در شهر کوچک آرتمیفسک در جمهوری سوسیالیستی شوروی اوکراین متولد شد او پس از فیلم‌سازانی همچون اسفیر شوب و یولیا سولنتسه وا جوانترین و موثرترین عنصر فیلم‌سازان زن شوروی بود. در مؤسسه سینمایی گراسیموف (V.G.I.K.) زیرنظر کارگردان بزرگ اوکراینی الکساندر داوژنکو تحصیل کرد. هنگامی که هفده ساله بود داوژنکو در حین ساختن فیلم «سرود دریا» درگذشت و همسرش یولیا سولنتسه وا به همراهی لاریسای جوان فیلم را در ۱۹۵۸ به پایان برد. شپیتکو از سن شانزده سالگی و زمان تحصیل در مسکو تا زمان مرگش یکی از قطب‌های مطرح شوروی بود معاصران مسن تر او همچون آندری تارکوفسکی و آندری کونچالوفسکی معتقدند که رسیدن به چنین مرحله‌ای کار آسانی نیست. در ۱۹۶۳ شپیتکو فیلم «گرما» را به عنوان رساله فارغ‌التحصیلی ارائه کرد. این اثر بر مبنای داستان کوتاهی از چنگیز آیتماتوف به نام «چشم شتر» ساخته شد. وی فیلم «بال‌ها» را در ۱۹۶۶ به پایان برد. شپیتکو فیلم «تو و من» را در سال ۱۹۷۱ به اتمام رساند. این فیلم اولین فیلم رنگی شپیتکو بود که توسط الکساندر کنیاژینسکی فیلم‌برداری شد. فیلم در تورینسک و سیبری فیلم‌برداری شده بود. هنگامی که فیلم برای نمایش آماده شد ده دقیقه از آن را که در واقع اولین فیلم موج نوی شوروی بود سانسور کردند. فیلم «عروج» را بر اساس رمانی از واسیل بیکوف به نام «سوتنیکوف» ساخت. این فیلم در سال ۱۹۷۷ برنده جایزه خرس طلایی از ۲۷مین دوره جشنواره بین‌المللی فیلم برلین شد. شپیتکو در ۱۹۷۹ فیلم‌برداری از واپسین فیلمش «وداع با ماتیورا» را بر اساس کتابی از والنتین راسپوتین آغاز کرد اما هنگامی که در جستجوی لوکیش‌های تازه برای فیلم‌برداری بود در سن چهل و یک سالگی در نزدیکی مسکو به همراه چهار نفر از گروهش در تصادف اتومبیل کشته شد. بعد از مرگ، همسرش اِلِم کِلیموف فیلم را به پایان برده و نام بدرود را بر آن گذاشت. وی با دولت شوروی مشکلات زیادی داشت. آنتون کلیموف در پاسخ به سؤالی، احتمال ساختگی بودن این تصادف را بعید دانست. پس از مرگ شپیتکو، همسرش کلیموف با استفاده از تکنیک فتومونتاژ فیلم مستند کوتاهی دربارهٔ او تخت عنوان لاریسا در ۱۹۸۱ ساخت.

## جوایز
- -  نشان دولتی
- خرس طلایی از ۲۷مین دوره جشنواره بین‌المللی فیلم برلین

## فیلم‌شناسی
- بال‌ها (۱۹۶۶)
- تو و من (۱۹۷۱) You and I
- نازنین
- بی‌آزار
- عروج (۱۹۷۷) The Ascent